# Carex gotoi
Carex gotoi är en halvgräsart som beskrevs av Jisaburo Ohwi. Carex gotoi ingår i släktet starrar, och familjen halvgräs. Inga underarter finns listade i Catalogue of Life.